# Kostenaufhebung
Unter Kostenaufhebung wird im deutschen Prozessrecht die Kostengrundentscheidung (z. B. mit dem Wortlaut „Die Kosten des Rechtsstreits werden gegeneinander aufgehoben“) verstanden, nach der jede Partei ihre außergerichtlichen Kosten selbst und die Gerichtskosten je zur Hälfte trägt. Diese Entscheidung ist möglich, wenn beide Parteien im Rechtsstreit teils unterliegen und teils obsiegen (§ 92 Abs. 1 S. 1 Fall 1 ZPO). Alternativ können die Kosten auch in einem bestimmten Verhältnis geteilt werden („Von den Kosten des Rechtsstreits trägt der Kläger 1/3 und der Beklagte 2/3“).
Im Schweizerischen Prozessrecht spricht man von Wettschlagen der Parteikosten.